# Сравнительная метакогниция
Сравнительная метакогниция - направление когнитивных исследований, изучающих способность животных осознавать, оценивать и контролировать собственные когнитивные процессы. Исследования в этой области вносят вклад в понимание эволюции сознания и самосознания, а также помогают проследить сходства и различия в когнитивных способностях между видами.

## Исторический контекст исследований
Изначально исследования метакогниций были сосредоточены на человеке. Термин впервые появился в литературе в 1976 году и определялся как "знания о собственных когнитивных процессах или о чем-то, связанном с ними". Однако со временем учёные начали применять экспериментальные парадигмы к приматам и другим видам животных. Например, в 1995 году было проведено исследование с участием дельфина, который демонстрировал способность к метакогнитивному мониторингу в аудиторной задаче на различение тонов, выбирая опцию "не уверен" в сложных пробах.

## Методы изучения метакогниций у животных
Исследование когнитивных процессов животных представляет собой сложную задачу. Поскольку они не могут вербально сообщать о своих мыслях, исследователями были разработаны специальные экспериментальные методы, позволяющие отследить поведенческие паттерны для оценки метакогнитивных способностей. Примеры таких парадигм:
- Задачи с возможностью отказа (uncertainty monitoring tasks)- животным даётся возможность выполнять задачи или отказываться от них.[3] Увеличение отказов по мере усложнения задачи интерпретируется как проявление метакогнитивного мониторинга — способности отслеживать ход когнитивных процессов.
- Задачи на поиск информации (information seeking tasks): в ситуациях недостатка информации животные демонстрируют свою осведомлённость об этом и предпринимают действия, направленные на поиск этой информации.[4]

## Изучение метакогниций у разных видов

### Приматы
Приматы, ближайшие предки человека, первыми привлекли внимание исследователей сравнительной метакогниции. По результатам проведённых тестов обнаружилось, что они действительно обладают способностями отслеживать своих когниций. Например, Шимпанзе проявляют признаки использования метапамяти (более узкое определение метакогниций, отслеживающих процессы памяти). В одном из экспериментов они нажимали на специальную кнопку для помощи, если не знали где находится еда, что говорит об их информированности об отсутствии знания. Такие навыки демонстрируют не только шимпанзе, но и макаки-резусы. Они обучаются нажимать специальную кнопку, если не уверены в своём ответе, тем самым избегая низкого вознаграждения.

### Грызуны
В эксперименте с крысами было обнаружено, что они могут отказываться от выполнения задания и пропускать трудные тесты, если не уверены в правильности ответа, предпочитая гарантированное, но меньшее вознаграждение. Это поведение указывает на способность к оценке своих ограничений.

### Птицы
Некоторые виды попугаев, особенно жако демонстрируют признаки метакогнитивных процессов в контексте решения задач и коммуникации. Например, они могут спросить человека, где находится еда.

### Дельфины
В исследовании Smith et al. (1995) дельфины могли использовать сигналы отказа в задачах на различение звуков, демонстрируя, что могут осознавать уровень своей уверенности.

## Значение для теории сознания
Изучение метакогнитивных способностей у различных видов животных предоставляет ценные данные для понимания эволюции сознания и самосознания. Наличие метакогнитивных признаков у видов, неспособных разговаривать может указывать на то, что навыки рефлексии и наличие самосознания не всегда напрямую связанs с языком, а присутствие таких способностей у разных видов свидетельствует о том, что метакогниции могли развиваться параллельно в разных эволюционных ветвях, что говорит о важности этого механизма.

## Критика и альтернативные интерпретации
Хотя существует достаточное количество эмпирических данных, подтверждающий способность животных к рефлексии своих процессов, некоторые учёные утверждают, что поведение, интерпретируемое как метакогнитивное, может быть результатом простых ассоциативных процессов, а не осознанного самоконтроля. Например, животное может научиться отказываться от задания не потому, что оно осознаёт свою неуверенность, а потому, что оно просто ассоциирует определённые стимулы (неуверенность, трудность) с отсутствием награды или с негативным результатом. Ответом на эту критику могут выступать исследования, включающие в свою процедуру задачи на перенос и обобщение, в которых животные демонстрируют метакогнитивные стратегии к новым ситуациям, то есть воспроизводят такие паттерны вне зависимости от подкрепления.